# Sottrum
Sottrum är en kommun i Landkreis Rotenburg i Niedersachsen, Tyskland. Kommen ligger öster om Bremen. Motorvägen A1 passerar förbi Sottrum.
Kommunen ingår i kommunalförbundet Samtgemeinde Sottrum tillsammans med ytterligare sex kommuner.